# دانمارک در المپیک تابستانی ۱۸۹۶
دانمارک در بازی‌های المپیک تابستانی ۱۸۹۶ که در شهر آتن برگزار شد، کاروان دانمارک با ۳ ورزشکار در این رقابت‌ها شرکت کرد و موفق به کسب ۶ مدال (۱ طلا، ۲ نقره، ۳ برنز) شد. در جدول رتبه‌بندی توزیع مدال‌ها، دانمارک در ردهٔ ۹ مسابقات قرار گرفت.